# میفلین (ویرجینیای غربی)
میفلین (به انگلیسی: Mifflin) یک منطقهٔ مسکونی در ایالات متحده آمریکا است که در شهرستان لوگان، ویرجینیای غربی واقع شده‌است. میفلین ۲۴۸٫۱۱ متر بالاتر از سطح دریا واقع شده‌است.